# Lillian Evanti

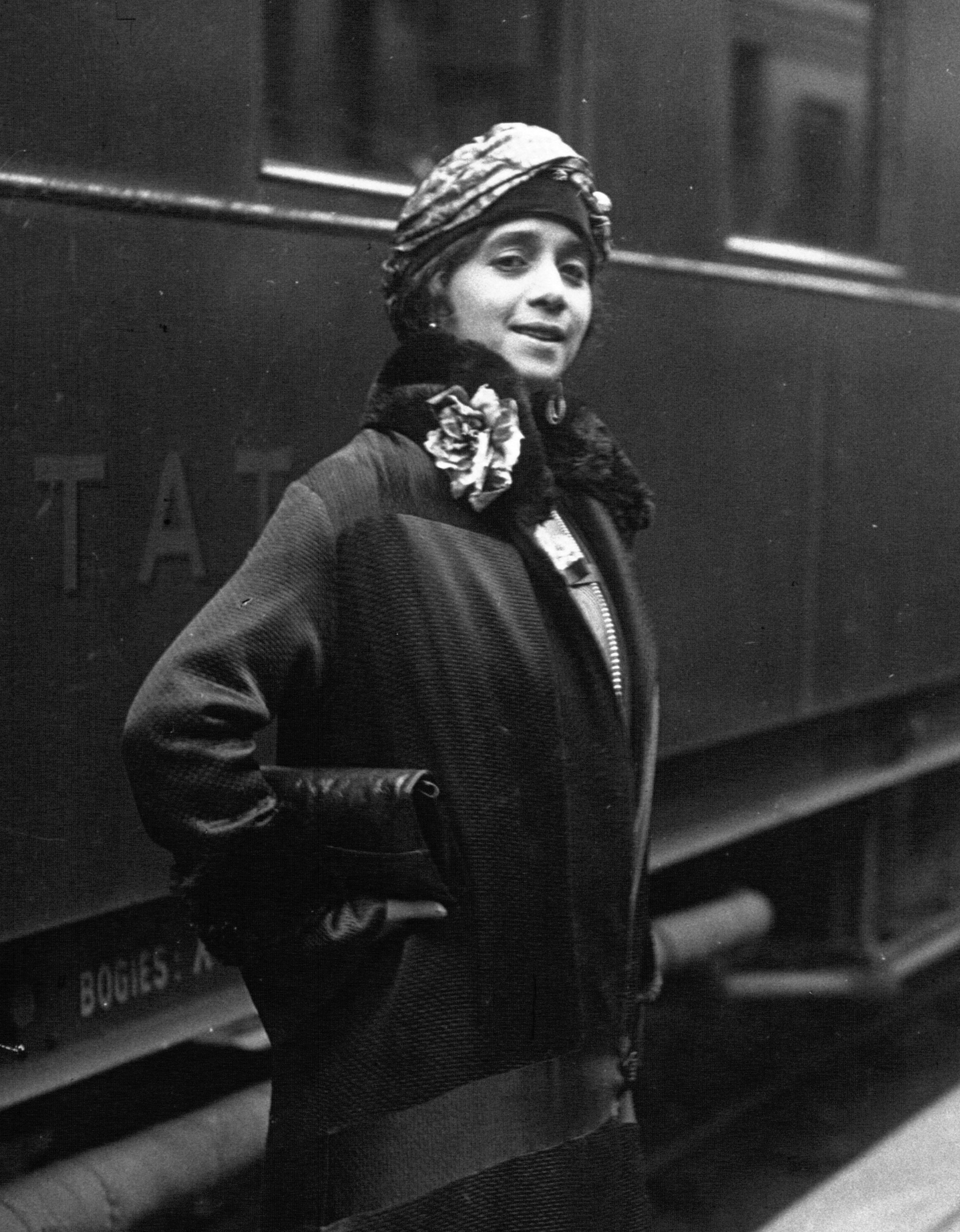
Lillian Evanti (1926). Fotograf Agence Meurisse.

Lillian Evanti (geboren als Annie Lillian Evans 12. August 1890 in Washington, D.C.; gestorben 6. Dezember 1967 in Washington, D.C.) war eine US-amerikanische Opernsängerin im Stimmfach Sopran.

## Leben
Lillian Evans’ Vater war Lehrer an der Armstrong Manual Training School in Washington, ein Onkel war der Politiker Hiram Rhodes Revels. Ihren Künstlernamen Evanti bildete sie aus ihrem eigenen Familiennamen und dem ihres Ehemanns Roy Tibbs.
Evans studierte Musik an der Howard University, Washington und erwarb den akademischen Grad eines Bachelor of Arts. Sie heiratete Roy W. Tibbs, der ihr Klavier- und Gesanglehrer gewesen war, und sie wohnten in Washington in einem Haus, das später als Evans-Tibbs House in die Liste National Register of Historic Places aufgenommen wurde. Sie hatten einen Sohn, die Ehe wurde in den 1930er Jahren geschieden.
1924 ging sie nach Europa, wo sie den Künstlernamen Evanti annahm. Sie nahm weiter Gesangsunterricht und erhielt an der Oper Nizza die Titelrolle in Lakmé, damit gilt sie als die erste Schwarze an einem großen europäischen Opernhaus. Bei weiteren Auftritten in Frankreich und Italien wurde insbesondere ihre Koloraturtechnik in den Partien der Violetta in Verdis La Traviata und der Rosina im Barbier von Sevilla gelobt. Hingegen wurde sie 1932 und auch später von der Metropolitan Opera in New York als schwarze Sängerin abgewiesen. Evanti hatte zwar in den USA Konzertauftritte, auf der Opernbühne musste sie aber mit Engagements bei der 1941 gegründeten National Negro Opera Company vorliebnehmen. Evanti komponierte während des Zweiten Weltkriegs Lieder mit patriotischem Einschlag, die sie auch im Rundfunk vortrug. Nach dem Ende ihrer öffentlichen Karriere gründete sie in Washington den Frauenchor Evanti Chorale, mit dem sie in Kirchen konzertierte. 1963 nahm sie am Marsch auf Washington für Arbeit und Freiheit teil.

## Kompositionen (Auswahl)
Nachweise der gedruckt vorliegenden Kompositionen bei WorldCat
- Himno Pan-Americano. Edward B. Marks Music Corporation, New York 1942
- The mighty rapture. Edwin Markham’s poem Victory in defeat. 1943
- Speak to him Thou : from the higher pantheism. Text Alfred Tennyson. Handy Brothers Music, New York, N.Y. 1943
- Beloved mother : a Mother’s Day song. Text Georgia Douglas Johnson. Handy Brothers Music, New York, N.Y.1952

## Belege
1. ↑  Die Met brauchte noch bis 1955, bis zum Engagement von Marian Anderson als Ulrica in Un ballo in maschera

| Personendaten    | Personendaten                                      |
| ---------------- | -------------------------------------------------- |
| NAME             | Evanti, Lillian                                    |
| ALTERNATIVNAMEN  | Evans, Annie Lillian (Geburtsname)                 |
| KURZBESCHREIBUNG | US-amerikanische Opernsängerin im Stimmfach Sopran |
| GEBURTSDATUM     | 12. August 1890                                    |
| GEBURTSORT       | Washington, D.C.                                   |
| STERBEDATUM      | 6. Dezember 1967                                   |
| STERBEORT        | Washington, D.C.                                   |